# Gorges (Somme)
Pour les articles homonymes, voir Gorges.
Gorges est une commune française située dans le département de la Somme, en région Hauts-de-France.

## Géographie

### Localisation
Gorges est un village picard situé entre Ponthieu et Amiénois.
Limitrophe de Bernaville, la commune est située à 5 km au nord-est de Domart-en-Ponthieu, 13 km au sud-ouest de Doullens, 25 km à l'est d'Abbeville, 25 km au nord-ouest d'Amiens et à 47 km au sud-ouest d'Arras à vol d'oiseau.
Le territoire de la commune est limitrophe de ceux de six communes.
Les communes limitrophes sont  Bernaville, Berneuil, Fieffes-Montrelet, Fienvillers, Lanches-Saint-Hilaire et Épécamps.

### Géologie et relief
La superficie de la commune est de 4,87 km2 ; son altitude varie de 95  à   147 mètres. 
Un ravin traverse la commune dans toute sa largeur,.
Le sol est composé d'argile et d'une terre glaise verdâtre sur une couche de craie à quatre ou cinq mètres de profondeur.

### Hydrographie

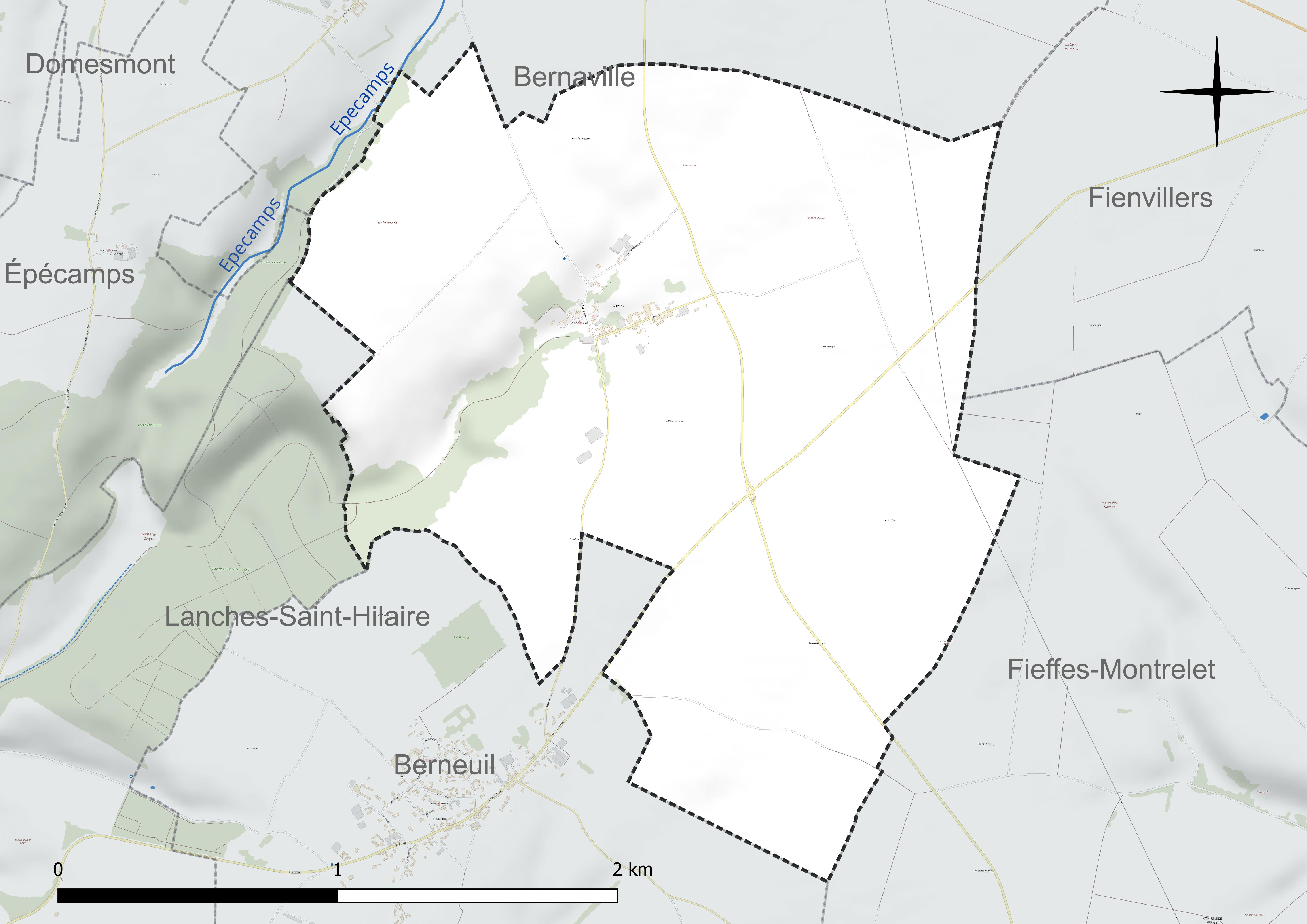
Réseau hydrographique de Gorges.

#### Réseau hydrographique
La commune est située dans le bassin Artois-Picardie. 
Elle est drainée par l'Épécamps.

#### Gestion et qualité des eaux
Le territoire communal est couvert par le schéma d'aménagement et de gestion des eaux (SAGE) « Somme aval et Cours d'eau côtiers ». Ce document de planification concerne un territoire de 1 835 km2 de superficie, délimité par le bassin versant de la Somme canalisée. Le périmètre a été arrêté le 29 avril 2010 et le SAGE proprement dit a été approuvé le 6 août 2019. La structure porteuse de l'élaboration et de la mise en œuvre est le syndicat mixte d'aménagement hydraulique du bassin versant de la Somme (AMEVA).
La qualité des cours d'eau peut être consultée sur un site dédié géré par les agences de l'eau et l'Agence française pour la biodiversité.

### Climat
Pour des articles plus généraux, voir Climat des Hauts-de-France et Climat de la Somme.
En 2010, le climat de la commune est de type climat des marges montargnardes, selon une étude du CNRS s'appuyant sur une série de données couvrant la période 1971-2000. En 2020, Météo-France publie une typologie des climats de la France métropolitaine dans laquelle la commune est exposée à un climat océanique et est dans la région climatique Côtes de la Manche orientale, caractérisée par un faible ensoleillement (1 550 h/an) ; forte humidité de l'air (plus de 20 h/jour avec humidité relative > 80 % en hiver), vents forts fréquents.
Pour la période 1971-2000, la température annuelle moyenne est de 10 °C, avec une amplitude thermique annuelle de 14,1 °C. Le cumul annuel moyen de précipitations est de 863 mm, avec 12,6 jours de précipitations en janvier et 9,1 jours en juillet. Pour la période 1991-2020, la température moyenne annuelle observée sur la station météorologique la plus proche, située sur la commune de Bernaville à 3 km à vol d'oiseau, est de 10,4 °C et le cumul annuel moyen de précipitations est de 877,3 mm,. Pour l'avenir, les paramètres climatiques de la commune estimés pour 2050 selon différents scénarios d'émission de gaz à effet de serre sont consultables sur un site dédié publié par Météo-France en novembre 2022.
| Mois                                  | jan.           | fév.             | mars           | avril           | mai             | juin           | jui.           | août          | sep.          | oct.          | nov.          | déc.          | année      |
| ------------------------------------- | -------------- | ---------------- | -------------- | --------------- | --------------- | -------------- | -------------- | ------------- | ------------- | ------------- | ------------- | ------------- | ---------- |
| Température minimale moyenne (°C)     | 1,3            | 1,4              | 3,3            | 4,9             | 8,1             | 10,8           | 12,7           | 13            | 10,6          | 7,9           | 4,5           | 1,9           | 6,7        |
| Température moyenne (°C)              | 3,7            | 4,1              | 6,8            | 9,4             | 12,6            | 15,4           | 17,6           | 17,8          | 14,9          | 11,2          | 7,1           | 4,2           | 10,4       |
| Température maximale moyenne (°C)     | 6              | 6,9              | 10,3           | 13,9            | 17,1            | 20             | 22,4           | 22,6          | 19,3          | 14,6          | 9,7           | 6,4           | 14,1       |
| Record de froid (°C) date du record   | −13,2 16.01.13 | −13,5 07.02.1991 | −11,3 04.03.05 | −4,1 02.04.1996 | −0,7 07.05.1997 | 1,4 05.06.1991 | 5,2 04.07.1990 | 5 08.08.1990  | 2 24.09.03    | −4,5 24.10.03 | −8 23.11.1998 | −13 18.12.10  | −13,5 1991 |
| Record de chaleur (°C) date du record | 15 09.01.15    | 17,6 26.02.19    | 22,6 31.03.21  | 24,9 28.04.07   | 28,7 13.05.1998 | 33,9 27.06.11  | 40,8 25.07.19  | 37,2 10.08.03 | 32,1 09.09.23 | 28,9 01.10.11 | 19,5 07.11.15 | 15,7 07.12.00 | 40,8 2019  |
| Précipitations (mm)                   | 72,9           | 63,6             | 66,6           | 53,8            | 64,5            | 61,2           | 72,9           | 79            | 66            | 82,5          | 91,8          | 102,5         | 877,3      |

## Urbanisme

### Typologie
Au 1er janvier 2024, Gorges est catégorisée commune rurale à habitat très dispersé, selon la nouvelle grille communale de densité à sept niveaux définie par l'Insee en 2022.
Elle est située hors unité urbaine. Par ailleurs la commune fait partie de l'aire d'attraction d'Amiens, dont elle est une commune de la couronne,. Cette aire, qui regroupe 369 communes, est catégorisée dans les aires de 200 000 à moins de 700 000 habitants,. Elle fait aussi partie de sa zone d'emploi.
Gorges est dans le bassin de vie de Doullens.

### Occupation des sols

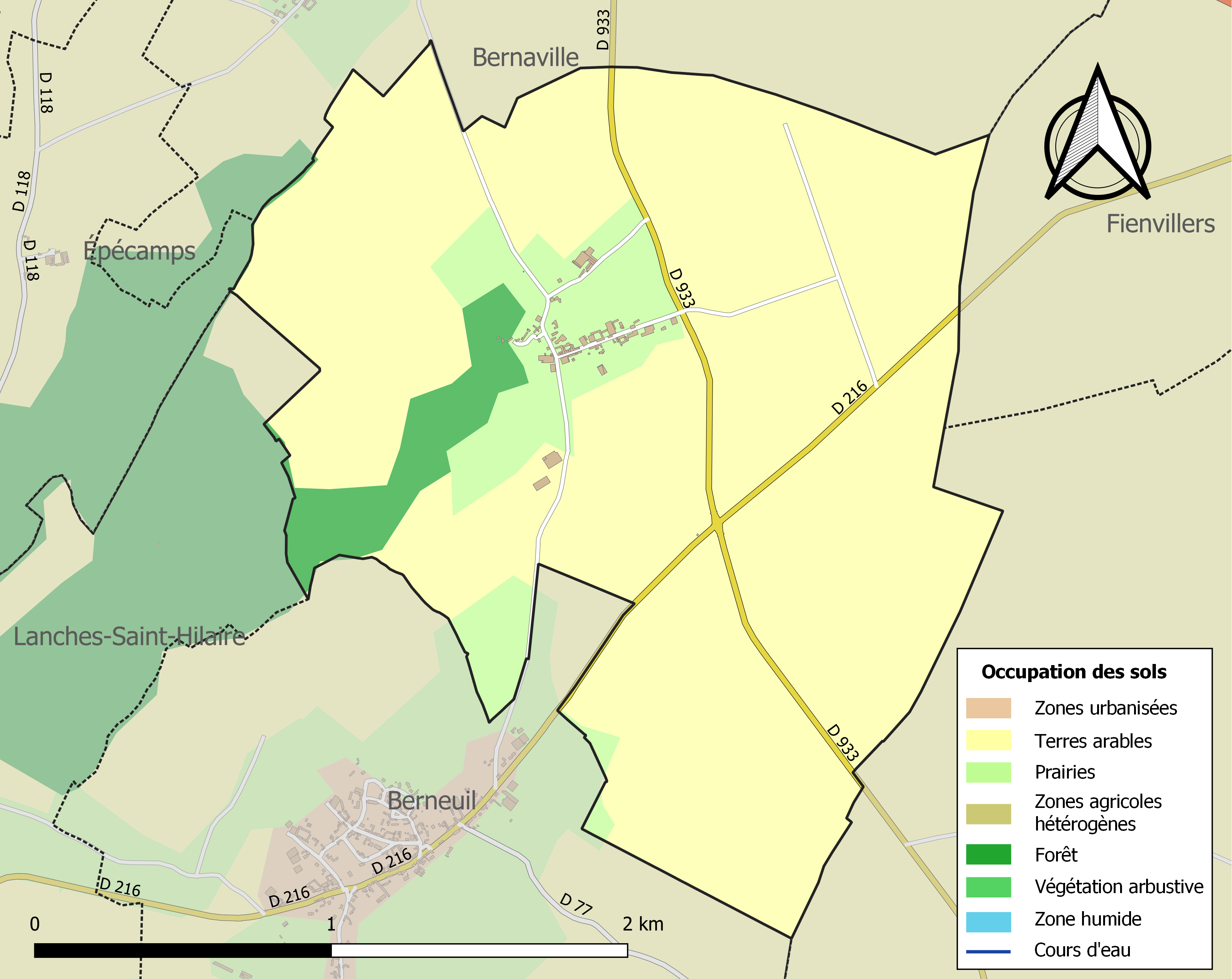
Carte des infrastructures et de l'occupation des sols de la commune en 2018 (CLC).

L'occupation des sols de la commune, telle qu'elle ressort de la base de données européenne d'occupation biophysique des sols Corine Land Cover (CLC), est marquée par l'importance des territoires agricoles (95,3 % en 2018), une proportion identique à celle de 1990 (95,3 %). 
La répartition détaillée en 2018 est la suivante : terres arables (84,7 %), prairies (10,6 %), forêts (4,7 %). 
L'évolution de l'occupation des sols de la commune et de ses infrastructures peut être observée sur les différentes représentations cartographiques du territoire : la carte de Cassini (XVIIIe siècle), la carte d'état-major (1820-1866) et les cartes ou photos aériennes de l'IGN pour la période actuelle (1950 à aujourd'hui).

### Habitat et logement
En 2021, le nombre total de logements dans la commune était de 22, alors qu'il était de 23 en 2016 et de 24 en 2011. 
Parmi ces logements, 81,8 % étaient des résidences principales, 9,1 % des résidences secondaires et 9,1 % des logements vacants. Ces logements étaient  tous des maisons individuelles. 
Le tableau ci-dessous présente la typologie des logements à Gorges en 2021 en comparaison avec celle de la Somme et de la France entière. Une caractéristique marquante du parc de logements est ainsi une proportion de résidences secondaires et logements occasionnels (9,1 %) supérieure à celle du département (8,4 %) mais inférieure à celle de la France entière (9,7 %). 
| Typologie                                               | Gorges | Somme | France entière |
| ------------------------------------------------------- | ------ | ----- | -------------- |
| Résidences principales (en %)                           | 81,8   | 83,1  | 82,2           |
| Résidences secondaires et logements occasionnels (en %) | 9,1    | 8,4   | 9,7            |
| Logements vacants (en %)                                | 9,1    | 8,5   | 8,1            |

### Voies de communication et transports
Gorges est aisément accessible par l'ancienne RN 25 (actuelle RD 925) qui reliait Le Havre à Doullens.

### Énergie
Un projet de 13 éoliennes réparties sur les territoires de Fienvillers, Gorges et Bernaville porté par la société Future Energy est annulé en 2021 par le Conseil d’État en raison des insuffisances des garanties financières du porteur de projet,.

## Toponymie
Le nom de la localité est attesté sous les formes Govæ en 1196 ; Gorges en 1160 ; Gorge en 1733 ; Gonge en 1743.
Le nom du village viendrait du pluriel de l'oïl gorge dans le sens de « dépression dans le lit d'un ruisseau, pièce d'eau profonde et boueuse, gouffre ».
Il est admis que le village tient son nom du ravin qui marque son relief.

## Histoire

### Moyen Âge
En 1185, Bernard de Saint-Valery était seigneur du lieu.
En 1199, Bernard de Gorges donne le tiers de sa dîme aux moines d'Épécamps.
Dès le XIIe siècle, le prieuré d'Épécamps possède de nombreux biens à Gorges.

### Temps modernes
En 1581, le village devient la propriété de Charles III de Croÿ, seigneur de Gézaincourt, prince de Chimay et baron d'Humbercourt.

### Révolution française et Empire
Succursale de Berneuil, Gorges devient une commune en 1793[réf. nécessaire].

### Époque contemporaine
La commune, agricole, a longtemps prospéré grâce à la culture du linau XIXe siècle.
La première école du village est construite en 1847.
Sous la Deuxième République, en 1849, comme dans toutes les communes de France, la population masculine majeure peut, pour la première fois, aller voter grâce à l'instauration du suffrage universel. Voici la répartition (en nombre) de quelques-uns des patronymes des 54 électeurs,(saisie non exhaustive) :
| Cardon | Danel | Delattre | Hautoy | Huré | Leroy | Petit | Warnier |
| 7      | 3     | 3        | 4      | 6    | 3     | 3     | 4       |

Quatre enfants du village perdent la vie à la suite des conflits de la Première Guerre mondiale.

## Politique et administration

### Rattachements administratifs et électoraux

#### Rattachements administratifs
La commune se trouve dans l'arrondissement de Doullens du département de la Somme.  
Elle faisait partie depuis 1793 du canton de Bernaville. Dans le cadre du redécoupage cantonal de 2014 en France, cette circonscription administrative territoriale a disparu, et le canton n'est plus qu'une circonscription électorale.

#### Rattachements électoraux
Pour les élections départementales, la commune fait partie depuis 2014 du canton de Doullens.
Pour l'élection des députés, elle fait partie de la quatrième circonscription de la Somme.

### Intercommunalité
Gorges  était membre de la petite communauté de communes du Bernavillois, un établissement public de coopération intercommunale (EPCI) à fiscalité propre créé fin 1999 et auquel la commune avait transféré un certain nombre de ses compétences, dans les conditions déterminées par le code général des collectivités territoriales.
Dans le cadre des dispositions de la loi portant nouvelle organisation territoriale de la République du 7 août 2015, qui prévoit que les établissements publics de coopération intercommunale (EPCI) à fiscalité propre doivent avoir un minimum de 15 000 habitants, cette intercommunalité a fusionné avec ses voisines pour former, le 1er janvier 2017, la communauté de communes du Territoire Nord Picardie, dont est désormais membre la commune.

### Liste des maires
| Période                                  | Période                       | Identité        | Étiquette | Qualité |
| ---------------------------------------- | ----------------------------- | --------------- | --------- | --- |
| Les données manquantes sont à compléter. |                               |                 |           | |
|                                          |                               |                 |           | |
| juin 1800                                | décembre 1811                 | Julien Hautoy   |           | Membre du conseil du district de Doullens (1791 → 1795 ) Commissaire du Directoire pour le canton de Bernaville (1795 → 1798 ou après) Conseiller d'arrondissement de Doullens (An VIII → 1815) |
|                                          |                               |                 |           | |
| 1900                                     | 1941                          | Anselme Warnier |           | |
| 1941                                     | 1947                          | Joseph Warnier  |           | |
| 1947                                     | 1953                          | André Blassel   |           | |
| 1953                                     | 1959                          | Oscar Delattre  |           | |
| 1959                                     | 1971                          | Raymond Chauvel |           | Architecte |
| 1971                                     | En cours (au 22 février 2025) | Guy Delattre    | DVD       | Agriculteur retraité Réélu pour le mandat 2020-2026 |

En 2025, Guy Delattre, âgé de 97 ans et né le 15 janvier 1932, est considéré comme le doyen des maires français en exercice.

## Équipements et services publics

### Eau et déchets
L'adduction en eau potable est assurée depuis le réservoir de Berneuil, qui alimente également Lanches-Saint-Hilaire et Ribeaucourt.

### Enseignement
De longue date, le village n'a plus d'école.
Les enfants sont scolarisés à l’école L’Encre et la plume de Bernaville, avec ceux de cette commune ainsi que de Domesmont,  de Berneuil et certains de Ribeaucourt.

## Population et société

### Démographie
L'évolution du nombre d'habitants est connue à travers les recensements de la population effectués dans la commune depuis 1793. Pour les communes de moins de 10 000 habitants, une enquête de recensement portant sur toute la population est réalisée tous les cinq ans, les populations de référence des années intermédiaires étant quant à elles estimées par interpolation ou extrapolation. Pour la commune, le premier recensement exhaustif entrant dans le cadre du nouveau dispositif a été réalisé en 2004.

En 2022, la commune comptait 38 habitants, en évolution de −9,52 % par rapport à 2016 (Somme : −1,26 %, France hors Mayotte : +2,11 %).
| 1793 | 1800 | 1806 | 1821 | 1831 | 1836 | 1841 | 1846 | 1851 |
| ---- | ---- | ---- | ---- | ---- | ---- | ---- | ---- | ---- |
| 148  | 127  | 165  | 176  | 184  | 200  | 181  | 178  | 175  |

| 1856 | 1861 | 1866 | 1872 | 1876 | 1881 | 1886 | 1891 | 1896 |
| ---- | ---- | ---- | ---- | ---- | ---- | ---- | ---- | ---- |
| 176  | 175  | 178  | 169  | 148  | 130  | 128  | 137  | 126  |

| 1901 | 1906 | 1911 | 1921 | 1926 | 1931 | 1936 | 1946 | 1954 |
| ---- | ---- | ---- | ---- | ---- | ---- | ---- | ---- | ---- |
| 111  | 115  | 99   | 82   | 73   | 73   | 65   | 53   | 54   |

| 1962 | 1968 | 1975 | 1982 | 1990 | 1999 | 2004 | 2006 | 2009 |
| ---- | ---- | ---- | ---- | ---- | ---- | ---- | ---- | ---- |
| 62   | 70   | 53   | 44   | 42   | 47   | 46   | 42   | 43   |

| 2014 | 2019 | 2022 | - | - | - | - | - | - |
| ---- | ---- | ---- | - | - | - | - | - | - |
| 42   | 38   | 38   | - | - | - | - | - | - |

### Manifestations culturelles et festivités
La fête locale a lieu le dimanche qui suit le 22 juillet, jour dédié à sainte Madeleine.

## Économie
Une savonnerie artisanale transformant le lait de juments, la savonnerie Tjosavon, est implantée à Gorges,.

## Culture locale et patrimoine

### Lieux et monuments
L'église Sainte-Marie-Madeleine a été construite en brique en 1869 en style néogothique, tout en conservant le portail en pierre blanche d'un édifice plus ancien et orné de colonnes surmontées de chapiteaux sculptés. 
Elle conserve une petite  Mise au tombeau (30 cm à la base) du XVIe siècle, représentant le Christ au dessus d'un sarcophage soutenu par Joseph d'Arimathie et Nicodème. cette œuvre a été repeinte au XXe siècle semble-t-il. Cette Mise au tombeau devait vraisemblablement appartenir à un retable aujourd'hui disparu.

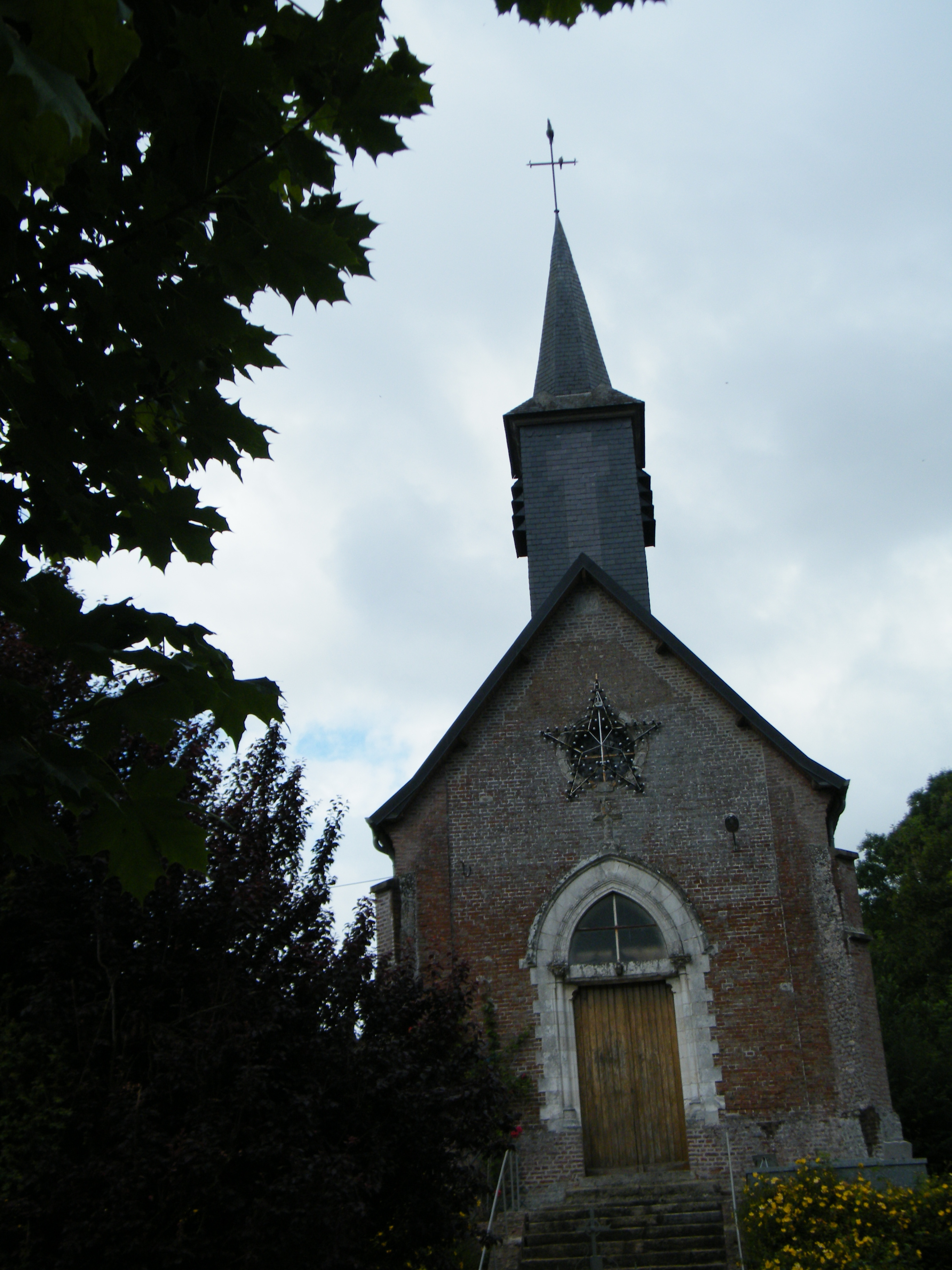
L'église Sainte-Marie-Madeleine.
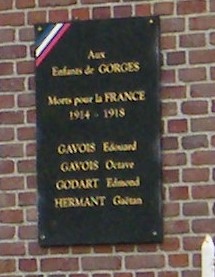
Plaque monument aux morts sur le mur de la mairie.

### Légende locale
Selon une légende locale racontée par Jacques Dulphy, « Un soir, c'était l'hiver, un pauvre cavalier passa par là. La neige tombait dru. La jument était maigre, seulement nourrie de l'herbe des talus ; son dos creusé portait tout le trésor du voyageur : quelques couvertures, quelques cordes, quelques vivres et un peu de mauvais vin. La nuit allait tomber et, déjà, la neige avait recouvert les champs. L'homme aperçut une croix, un calvaire de chemin pensa-t-il, et jugea que l'endroit était bon pour passer la nuit. Il attacha la jument à la croix, et s'assoupit à son pied, sur le tapis de neige.
Mais durant la nuit, un curieux redoux était venu, et le matin, la neige avait fondu. L'homme se réveilla assis au pied d'une église, et sa jument était suspendue par la gorge à la croix d'un clocher !
L'affaire fut répétée à la ronde, et comme le village n'avait pas de nom, on lui en trouva un : ce fut Gorges. On dit aussi que la jument s'en tira bien, et qu'elle fit un festin de l'herbe des talus ».

## Pour approfondir